# Махмутов, Мирза Исмаилович
Мирза́ Исмаи́лович Ма́хмутов (1 мая 1926, с. Алтары, Пензенская губерния — 25 марта 2008, Казань) — советский и российский педагог-теоретик, востоковед (арабист, тюрколог и исламовед). Член-корреспондент (1968), академик АПН СССР (1978), академик РАО (1991), действительный член Академии наук Республики Татарстан (1991), академик Нью-Йоркской академии наук (1992). Кандидат философских наук (1966), доктор педагогических наук (1972), профессор (1978). Заслуженный деятель науки РФ (1996). Государственный и общественный деятель, организатор народного образования в Татарстане. Один из основателей проблемного обучения в общеобразовательной и профессиональной школе в России.

## Биография
Родился в Баку, но был зарегистрирован как родившийся в селе Алтары Саранского уезда Пензенской губернии РСФСР (ныне Ромодановский район Мордовии), куда родители переехали вскоре после рождения. Окончил семилетнюю школу и курсы трактористов в Лямбире (1942), работал механизатором Лямбирской МТС.
В 1944—1956 — служба в Советской Армии, профессиональный разведчик-нелегал. Участник Великой Отечественной войны (1944—1945). Окончил Иркутское военное авиатехническое училище (1948), восточный факультет Военного института иностранных языков (1955).
В 1956—1958 — преподаватель арабского и татарского языков Казанского государственного университета. С 1958 по 1976 — министр просвещения Татарской АССР. С 1976 по 1992 — директор НИИ профессионально-технической педагогики АПН СССР в Казани. В 1992 году был одним из организаторов и первым ректором Татарско-американского регионального института (ТАРИ, Казань), затем научный руководитель. С 1995 года — академик-секретарь Отделения социально-экономических наук АН РТ.
Похоронен на Татарском кладбище в Казани.

## Научная деятельность
Автор более 500 работ по педагогике, лингвистике. Известен трудами в области лексикологии восточных языков. Разработал теорию методов проблемно-развивающего обучения в общеобразовательной и профессиональной школе. Монография «Современный урок» (М., 1985) удостоена премии им. Н. К. Крупской. Подготовил 9 докторов и 36 кандидатов педагогических наук.

## Общественная деятельность
С 1959 по 1980 — депутат ВС ТАССР. С 1963 по 1976 год — член Международного консультативного комитета ЮНЕСКО по ликвидации неграмотности, эксперт ЮНЕСКО. В разные годы также был членом Советского комитета Всемирного совета мира, организатор Всемирных конгрессов татар в Казани, президент татарского общества по связям с соотечественниками за рубежом «Ватан» («Родина»), участник международных конгрессов под эгидой ЮНЕСКО в Таиланде, Египте, Японии, конференции афро-азиатской солидарности на Кипре, III Европейском конгрессе по профессиональному образованию и др.

## Награды и звания
Лауреат Государственной премии Республики Татарстан в области науки и техники (1996). Заслуженный деятель науки РФ (1996). Награждён орденами Ленина и Октябрьской революции, двумя орденами Трудового Красного Знамени, медалями, почётным знаком «За заслуги в развитии профессионально-технического образования», дипломом Американской ассоциации общинных колледжей, многими премиями, в том числе, премией имени Н. К. Крупской (за книгу «Школьный русско-татарский словарь») и премией АПН СССР (за книгу «Современный урок. Вопросы теории»).

## Основные работы
- Арабско-татарско-русский словарь заимствований (В соавт. с Хамзиным К. З., Сайфуллиным Г. Ш.). — Казань, 1965. Переиздана в 1992.
- Махмутов М. И. «Теория и практика проблемного обучения». — Казань, «Таткнигоиздат», 1972. — 365 с.
- Школьный русско-татарский словарь. — 3-е изд. / М. И. Махмутов и др.; под ред. М. И. Махмутова. — Казань: «Таткнигоиздат», 1975. — 573 с.
- Махмутов М. И. «Проблемное обучение. Основные вопросы теории: монография». — М.: «Педагогика», 1975. — 368 с.
- Махмутов М. И. «Организация проблемного обучения в школе». — М.: «Просвещение», 1977. — 374 с.
- Толковый словарь русского языка: учеб. пособие для национальных школ (М. И. Махмутов и др.; под ред. М. И. Махмутова, А. В. Текучева, Н. М. Шанского). — Л.: «Лениздат», 1982.
- Махмутов М. И. «Методы проблемно-развивающего обучения в средних профтехучилищах: метод. рекомендации». — М.: Изд-во АПН СССР, 1983. — 64 с.
- Махмутов М. И. «Современный урок. Вопросы теории: монография». 2-е изд., испр. и доп. М.: «Педагогика», 1986. — 184 с.
- «Пророк Мухаммед: учеб. пособие по исламу для русских школ» / сост. М. И. Махмутов. — Казань, 1997. − 219 с.
- Махмутов М. И. «Мир Ислама». Казань: Академия наук Республики Татарстан, 2006. — 597 с.

## Память
В честь учёного была учреждена Государственная премия Республики Татарстан имени М. И. Махмутова. Согласно положению Президент РТ ежегодно присуждает две премии по 100 000 рублей каждая педагогам Татарстана за «значительные научно-методические и практические достижения в области дидактики, подготовку педагогических кадров и внедрение эффективных технологий в образовательный процесс». Первым лауреатом премии стал в 2018 году учитель истории и обществознантия Тетюшской средней общеобразовательной школы № 1 Ю. В. Мышев.
Имя М. И. Махмутова носит казанская общеобразовательная школа №184.